# Монровілл (Індіана)
Монровілл (англ. Monroeville) — місто (англ. town) в США, в окрузі Аллен штату Індіана. Населення — 1294 особи (2020).

## Географія
Монровілл розташований за координатами 40°58′24″ пн. ш. 84°52′5″ зх. д. / 40.97333° пн. ш. 84.86806° зх. д. (40.973241, -84.868089).  За даними Бюро перепису населення США в 2010 році місто мало площу 1,93 км², уся площа — суходіл.

## Демографія
Згідно з переписом 2010 року, у місті мешкало 1235 осіб у 491 домогосподарстві у складі 309 родин. Густота населення становила 641 особа/км².  Було 529 помешкань (274/км²).
Расовий склад населення:
| - 98,9 % — білих - 0,1 % — вихідців з тихоокеанських островів |

До двох чи більше рас належало 0,6 %. Частка іспаномовних становила 1,9 % від усіх жителів.
За віковим діапазоном населення розподілялося таким чином: 22,2 % — особи молодші 18 років, 57,9 % — особи у віці 18—64 років, 19,9 % — особи у віці 65 років та старші. Медіана віку мешканця становила 42,3 року. На 100 осіб жіночої статі у місті припадало 89,1 чоловіків;  на 100 жінок у віці від 18 років та старших — 87,0 чоловіків також старших 18 років.
Середній дохід на одне домашнє господарство  становив 45 365 доларів США (медіана — 42 632), а середній дохід на одну сім'ю — 51 307 доларів (медіана — 47 868). Медіана доходів становила 35 679 доларів для чоловіків та 29 583 долари для жінок. За межею бідності перебувало 12,0 % осіб, у тому числі 22,3 % дітей у віці до 18 років та 6,4 % осіб у віці 65 років та старших.
Цивільне працевлаштоване населення становило 514 особи. Основні галузі зайнятості: виробництво — 45,5 %, освіта, охорона здоров'я та соціальна допомога — 18,1 %, роздрібна торгівля — 16,5 %.